# سمير الصياد
الدكتور سمير يوسف على الصياد وزير الصناعة والتجارة الخارجية سابقاً، في حكومة تسيير الأعمال الانتقالية برئاسة الدكتور عصام شرف رئيس مجلس الوزراء المصري في 7 مارس 2011، وكان يشغل الدكتور سمير الصياد نفس المنصب في حكومة - تسيير أعمال - الفريق أحمد شفيق الثانية «من 22 فبراير 2011 إلى 3 مارس 2011».

## تعليمه
تخرج في كلية الهندسة، شعبة الكيمياء، بجامعة الإسكندرية عام 1962 وحصل علي دكتوراه الفلسفة في الكيمياء الصناعية من إنجلترا عام 1974.

## المناصب التي شغلها
- شغل منصب عميد كلية العلوم جامعة حلوان
- عمل خبيرا للتنمية والصناعات وتنمية الصادرات بمنظمات الامم المتحدة للتنمية الصناعية «اليونيدو» ومركز التجارة الدولية «الانكتاد» منذ عام 1977 وحتي الآن، انجز خلالها العديد من المهام في كثير من الدول بالولايات المتحدة وأمريكا اللاتينية وأوروبا وأفريقيا واسيا والهند.
- كما عمل استشاري صناعة لادارة تنفيذ المشروعات الصناعية المتكاملة منذ عام 1976 وشغل أيضا منصب عميد لكلية العلوم جامعة حلوان منذ عام 1989 حتي عام 1992اضافة الي كونه أستاذ الكيمياء الصناعية بنفس الكلية حتي الآن مما جعله يفكر في صناعة العديد من المنتجات القائمة علي بلمرة جزيئات الإيثلين لتجميعها في صناعة كبيرة مثل قطع البلاستيك، والفرامل وضفائر الكهرباء والمواسير وهي شبكة من الصناعات الصغيرة ومستلزمات لانتاج السيارات.
- كما شغل رئيس مجلس الإدارة والعضو المنتدب للعديد من الشركات مثل شركة البويات والصناعات الكيمياوية وشركة العبور للبويات والصناعات الكيماوية، وشركة باكين لاحبار الطباعة، بجانب عضويته في الجمعية العامة للشركات القابضة الكيماوية لاكثر من 10سنوات.
- وعمل كذلك المستشار الثقافي ومدير مكتب البعثة التعليمية في لندن، للمملكة المتحدة وجمهورية ايرلندا الاسبق خلال الفترة من 1994 حتي 1997.